# Cotoneaster schantungensis
Cotoneaster schantungensis är en rosväxtart som beskrevs av Klotz. Cotoneaster schantungensis ingår i släktet oxbär, och familjen rosväxter. Inga underarter finns listade i Catalogue of Life.